# Galeruca laticollis
Galeruca laticollis là một loài bọ cánh cứng trong họ Chrysomelidae. Loài này được Sahlberg miêu tả khoa học năm 1837.